# Wiedemannia submarina
Wiedemannia submarina är en tvåvingeart som beskrevs av Jones 1940. Wiedemannia submarina ingår i släktet Wiedemannia och familjen dansflugor.
Artens utbredningsområde är Uganda. Inga underarter finns listade i Catalogue of Life.